# Stefania Szuchowa
Stefania Szuchowa (ur. 1890 w Warszawie, zm. 1972 tamże) – polska pisarka, autorka słuchowisk dla dzieci i młodzieży.
Studiowała filologię na Uniwersytecie Jagiellońskim w Krakowie oraz nauki przyrodnicze na kursach. W okresie okupacji niemieckiej (1939-1945) działała w tajnym nauczaniu. Po wojnie współpracowała z redakcją dziecięcą Polskiego Radia. Debiutowała baśnią Tajemnice motyli (1920). Potem ukazały się:
- Opowiadania i wiersze (1923) – książka pomocnicza dla nauczyciela
- Szepty myszek (1924)
- Gospodarstwo Madzi i Jacka (1929)
- Staszek kupuje nowe buty (1948)
- Dzieci zwierząt (1950) – antologia
- Zimowe szczęście (1951)
- O Elżbietce i o jej braciszku (1955)
- Sieć i koszyczek (1956)
- Baśń o Krakusie i wawelskim smoku (1957)
- Mateuszek na zaczarowanej wyspie (1958)
- Za milą trzecią (1959)
- Księżycowe piosenki (1960)
- Przygoda z małpką (1960)
- Marcin i jego miasto (1963)
- Dziwię się światu (1966)

Szuchowa współpracowała z wieloma czasopismami dla dzieci i młodzieży, m.in. z Płomyczkiem, Iskierkami, Świerszczykiem-Iskierkami, Płomykiem, londyńską Dziatwą, Misiem. Interesowała się głównie problematyką przyrodniczą. Wspólnie z Hanna Zdzitowiecką wydała Wiosenne zagadki (1954) i Od wiosny do wiosny (1955). Uprawiała również krytykę literacką. W 1959 otrzymała Nagrodę Prezesa Rady Ministrów za twórczość dla dzieci.
Pochowana została na cmentarzu ewangelickim (aleja 7, grób 15).

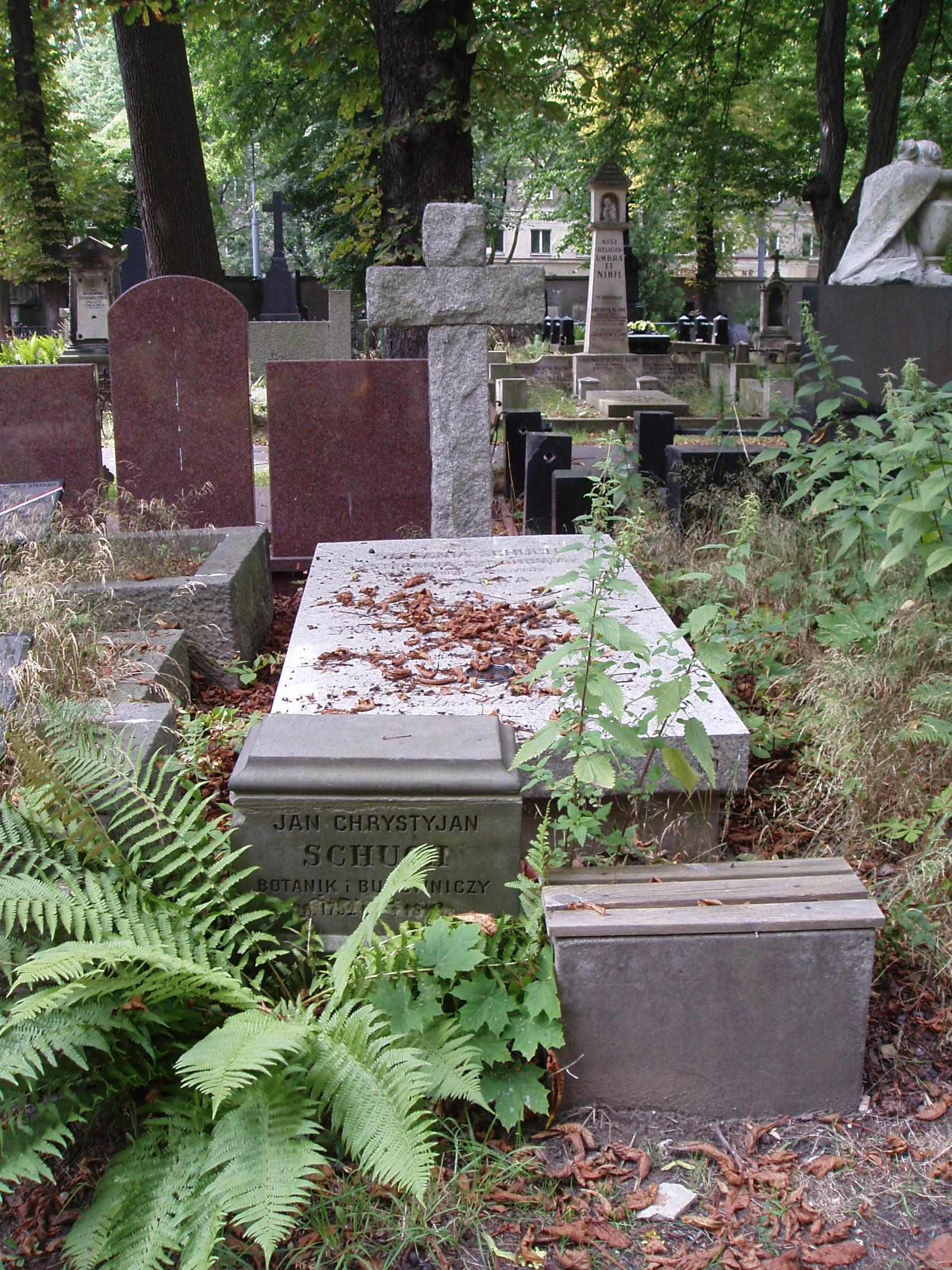
Groby Schuchów na cmentarzu ewangelicko-augsburskim w Warszawie